# Митьо Ганев
Митьо Ганев Атанасов; Орманов е български анархо-комунист.

## Биография
Митьо Ганев е роден на 7 октомври 1900 г. в село Горски извор, Хасковско в семейството на живеещите в с. Горски извор, баща Ганю Атанасов Орманов, родом от с. Светлина и майка Тодора Ганева Орманова, родом от с. Горски извор. Кръстен e с името Димитър на 15 октомври 1900 г. в храма в с. Горски извор "Св. вмчк. Георги Победоносец" от първия енорийски свещеник в селото Иван Димов с кръстник Петю Пилев от същото село. В същото село са родени двамата му по-големи братя. По-малката му сестра и още двама последващи негови братя са родени в с. Светлина.
Израства в крайно бедно семейство. Осиротява на 7 годишна възраст и е отгледан от роднините на баща си в с. Светлина, където и работи като воловарче, а по-късно и като ратай.
През 1921 г. създава чета, с която експроприира средства от чорбаджиите, търговците и бирниците из Хасковско. Ограбените средства четниците не използват само за лична облага, а и за подпомагане на бедни и малоимотни селяни. Заради тази си дейност е смятан от властите за разбойник, а местни жители в Хасковско го считат за народен закрилник. В следващите години предприема редица акции в региона, както и в доста отдалечени от Хасковско места. Участва в няколко нападения над гръцки заселници в Западна Тракия, след което се завръща в родния си край.
След средата на 1924 г. заедно с другарите си от четата се присъединява към Хасковската окръжна политическа чета „Христо Ботев“, където му е поверено мястото на заместник-командир, тъй като не е член на БКП. Заедно с Кочо Василев и други сподвижници  извършва няколко обира по шосето Хасково — Кърджали. 
След атентата в църквата „Света Неделя“ (1925) четата се разделя и отделни групи от нея преминават съответно в Турция, Гърция и Югославия.
Групата на Митьо Ганев остава в България и от района на Ямболско се завръща към родните си села в Хасковско. 
На 22 юни 1925 г., малко преди полунощ, в щаба на 10 пех. Родопска дружина е получено сведение за местонахождението в Айденларската гора, край село Светлина, на тази част от политическа чета „Христо Ботев“, начело с Митьо Ганев. Още през нощта са организирани и транспортирани всички местни военни и полицейски сили и от 7 часа сутринта на 23 юни, след направена цялостна поискова верига от войска, полиция и изцяло мобилизираното мъжко население на региона започва щателно претърсване на района между селата Татарево – Брягово – Драгойново – Езерово – Бодрово – Върбица – Горски извор – Клокотница и Гарваново. Два часа по-късно ариергардни патрули локализират четата в местността "Широкото дере" край село Сусам и всички правителствени сили са насочени към този район.
Малко преди обед се завързва тежко сражение, при което са използвани огромни количества стрелкови боеприпаси и ръчни бомби, като четата е напълно разбита и всички четници са убити, включително и плененият жив помощник на Войводата, Иван Игнатов. Още преди да е приключило сражението, около 15 часа следобед, на първия убит четник Геню Делчев е отрязана главата, набита на кол и с военен камион триумфално е изпратена до военното комендантство в Хасково.
Около 21 часа вечерта на 23 юни 1925 г., след извършената показна гавра от страна на военните - главите на осемте четници и войводата Митьо Ганев са отрязани, набучени на щикове и победоносно, като ценни бойни трофеи, занесени в град Хасково в съпровод от военен оркестър. След организирано от властите няколкодневно турне на камион с труповете по мегданите на околните села, телата на всички четници са погребани в общ гроб.
В сражението загиват Войводата Митю Ганев и четниците:
Геню Радев Делчев от Хасково;
Иван Игнатов Митев от с. Бодрово, Първомайско (заклан след като е пленен ранен);
Димо Тодоров Кафеджиев и Петър Желязков Филипов от с. Елена, Харманлийско;
Йордан Желев и Кузьо Латев от с. Болярски извор, Харманлийско;
Велю Христозов Делчев от с. Добрич, Хасковско;
и Латун Георгиев от с. Малево, Хасковско.
От правителствените части са убити трима войници, ранени са един капитан, един войник и един милиционер.
От своите съмишленици и местното население Митьо Ганев често е наричан Последният войвода. През 1968 г. образът му е пресъздаден в едноименен игрален филм на режисьора Никола Вълчев по драматична пиеса на Димитър Инкьов „Легенда за Айдънларската гора“.